# بحر الشيطان
بحر الشيطان (باليابانية: 魔 の 海 ما نو أومي)، المعروف أيضًا باسم مثلث التنين أو مثلث برمودا الهادي، وفي تايوان يسمى مثلث فورموزا (بالصينية تقليدية: 福尔摩沙 三角)، هو امتداد مائي كبير في اليابان يقع في المحيط الهادي حول جزيرة مياكي اليابانية وعلى بعد 100 كيلومتر جنوب طوكيو، وهي منطقة تقع بين هونغ كونغ، والفلبين، وتايوان، واليابان ويقال أن الآف من السفن اختفت فيه، ويعتبر مثال مثلث برمودا.

## جغرافيا
- يمتد ضلعه الأكبر من جزيرة يوكوهاما اليابانية شمالاً على جزيرة جوام الفلبينية جنوباً ماراً بجزيرة أيوجيما.
- يمتد ضلعه الأصغر من جزيرة جوام جنوباً على مجموعة الجزر الصغيرة تعرف باسم جزر مارينا شمالاً.
- أما الضلع الثالث فيمتد من جزر مارينا جنوباً حتى جزيرة يوكوهاما شمالاً.

حجم ومساحة المنطقة يختلف من تقرير إلى آخر ولكن آخر تقرير تم اعتماده ما وضع عام 1950م، حيث أشار إلى المنطقة الخطيرة وتبدأ من على بعد 70 ميلا أي حوالي 110 كم من الساحل الشرقي لليابان، وتنتهي على بعد 300 ميلا 480 كم من الساحل، 750 ميلا 1210 كم من الساحل.

## تاريخ
سبب التسمية: تعود تسميته إلى أكثر من 3 آلاف سنة أي عمره وشهرته ربما بدأت قبل أن يتم الإبحار في المحيط الأطلنطي. وذكر في الأساطير ضمن الكتب الصينية وأيضاً اليابانية وفي التبت.
وبعض الباحثين قالوا بأن عمر هذه الأسطورة تعود إلى مملكة سـانج (SUNG) ويوان (YUAN) الصينية القديمة جداً.
وقد ذكرت إحدى الأساطير القديمة التي يرجع تاريخها إلى 900 سنة قبل الميلاد أن هنالك تنيناً يمكث في تلك البقعة من البحر داخل مبنى تحت جزيرة صغيرة في مقاطعـة كيانجسو (kiangsu).

## الإعلام
لم يكن الاهتمام الإعلامي بهذه المنطقة من العالم كبيرا ربما بسبب بعد اليابان وثانيا بسبب قلة استخدام اللغة اليابانية على الصعيد العالمي.
حيث كتبت بعض الصحف عن هذا المثلث مثل صحيفة أساهي Asahishibun اليابانية لكن للأسف تلك الكتابات لم تجد صداها في العالم الغربي حتى بمساعدة وكالة رويترز التي نشرت بعض التقارير حول اختفاء بعض السفن والطائرات في تلك المنطقة.
وكانت هنالك تصريحات من وزراء وحراس في الحكومة اليابانية مثل تصريح رئيس قوات حرس الحدود اليابانية : (( إن منطقة فرموزا التي بالقرب من اليابان وسواحل الفلبين تتميز باختلال قوى الجاذبية بها شأنها في ذلك شأن منطقة برمودا، ولذا وجب التنويه بإحاطة الحذر لجميع السفن والقوارب التي تمر من تلك المنطقة بأن تأخذ جميع الاحتياطات نحو هذا الخطر المحيط بالمنطقة )).

## حوادث مشهورة

### حاملتي الطائرات تايهو وشكوكو
لعل أول هذه الحوادث هي حادثة الاختفاء المفاجئ لحاملتي الطائرات اليابانيتين تايهو وشكوكو وهما يحملان على متنهما عدد كبير من الطائرات الحربية إبان الحرب مع الفلبين، وكان الاختفاء مريبا بالفعل حيث لم يتم العثور على أي أثر لهما.

### الطائرة التابعة للخطوط الجوية الكورية
وقد تسبب بحر الشيطان في واحدة من أبشع كوارث الطيران المدني على مر التاريخ عندما تعرضت طائرة تابعة للخطوط الجوية الكورية KAL Flight للقصف من قبل القوات السوفيتية مما تسبب في مقتل جميع ركابها البالغ عددهم 269 راكبا، وكان سبب تعرض تلك الطائرة للقصف هو الشلل الذي أصاب أجهزة الملاحة في الطائرة عند مرورها فوق بحر الشيطان والذي أدى إلى سيرها بلا هدى لمسافة طويلة حتى دخلت بالخطأ في المجال السوفيتي حيث قامت أجهزة الدفاع السوفيتي بقصف الطائرة بعد أن ظنتها طائرة تجسس.

### طائرة شحن طراز (سي 97) الأمريكية
في 22 مارس من عام 1957م قامت طائرة شحن من طراز (سي 97) تابعة للقوات الجوية الأمريكية بالإقلاع من جزيرة وياك متجهة نحو مطار طوكيو الدولي وكان على متنها 67 رجلا من أعضاء الجيش، ورغم الظروف المناخية المثالية للطيران إلا أن الطائرة قد اختفت دون أثر رغم إعلان الطيار عبر جهاز اللاسلكي أنه يبعد عن طوكيو بمسافة 320 كلم، حيث توقع المراقبون وصول الطائرة في غضون ساعتين فحسب ولكن الطائرة لم تصل أبدا.

### سفينة الأبحاث اليابانية أن بيرليتز
سفينة الأبحاث اليابانية أن بيرليتز واسمها Kaiyo مارو رقم 5 كان على متنها طاقم مؤلف من 31 شخصا. أثناء التحقيق في نشاط بركاني تحت سطح البحر، حيث أرسلت نداء استغاثة واحد على الأقل.

### السفينة الفلبينية كارلوتا
في عام 1987م كانت السفينة كارلوتا في رحلة عبر بحر الشيطان وفجأة اشتعلت فيها النيران دون سبب وهي لا تحمل أية مواد قابلة للاشتعال، وحاول البحارة إطفاء الحريق من الطرف الأمامي لكنهم فوجئوا بالنيران تشتعل فجأة في مؤخرة السفينة وعجز البحارة عن إطفاء الحريق ولكنهم فوجئوا بانطفاء النيران فجأة بعد أن أصيبت الباخرة بتلف كبير، وعادت السفينة إلى الفلبين وما زالت موجودة بالميناء بعد أن شوهتها النيران وعجزت الشركة في بيعها واستخدامها وأصبحت لغزاً لكل السياح.

### الطائرة التي أقلعت من مطار سان ديجوا
في عام 1939م تعرض طاقم الطائرة الأمريكية الحربية بعدما أقلعت من مطار سان ديجوا في تمام الساعة الثالثة والنصف ظهراً وبعد 3 ساعات أثناء مرورها بالمحيط الهادي عند بحر الشيطان بعث قائدها أن الرحلة تمر بظروف صعبة لم يعرفها من قبل ثم انقطع الاتصال بين الطائرة والقاعدة، وفجأة عادت الطائرة للقاعدة هرع رجال الإطفاء والعمال إلى داخل الطائرة وكانت المفاجأة وفاة جميع من بالطائرة وعددهم 12 كابتناً ما عدا كابتن الطائرة الذي كان مجروحاً ومغمى عليه بعد الهبوط، وبعد مرور ثلاث دقائق مات الكابتن وقام فريق من الجراحين بالكشف على الجثث وتبين حالات غريبة حيث لاحظوا وجود عدة ثقوب في أجسامهم وبالصدر تلوث شديد بالجلد وانبعاث رائحة كريهة غريبة داخل الطائرة، وحتى الآن رغم تقدم العلم ظل ما حدث لهذه الطائرة أمراً مجهولاً وغريباً حتى الآن.

### الغواصات
- في عام 1968 اختفت الغواصة السوفيتية جولف وهي تحمل ما يقارب 3 رؤوس نووية.
- في عام 1989 اختفت الغواصة النووية إيكو3.
- كما اختفت أيضا الغواصات شارلي وفيكتور1 وجولف3 .

### حوادث أخرى
- اختفت 4 سفن حربية خلال الحرب العالمية الثانية في نفس المنطقة دون أدنى أثر، وذلك رغم عمليات البحث والتمشيط الواسعة التي جرت للبحث عنها.
- كما أن اليابان قد فقدت في بحر الشيطان 5 سفن حربية في السنوات 1952-1954 فقط وفقدت أكثر من 700 من رجال الجيش وبعض المدنيين.[2]
- وعلى العكس من مثلث برمودا الذي لم تقع فيه أي حادثة منذ أكثر من عقد من الزمن، فبحر الشيطان مازال نشيطا، ففي عام 2002 اختفت سفينة الشحن (لينجاي)  وهذا كله كذب وعلى متنها 19 راكبا.
- ووفقا لتحقيقات لاري كوش، وكانت هذه السفن الحربية سفن الصيد، وفقد البعض منهم خارج منطقة بحر الشيطان، حتى بقدر قرب ايو جيما، 1000 كيلومتر إلى الجنوب. ويشار أيضا إلى أنه في ذلك الوقت قد فقد المئات من قوارب الصيد في جميع أنحاء اليابان حيث يتكرر ذلك في كل عام.
- كما فقد سبعة قوارب صيد صغيرة ما بين أبريل 1949 و1953 أكتوبر في مكان ما بين جزيرة مياكي وايو جيما، على مسافة 750 ميلا.

و مما أثار حفيظة الحكومة اليابانية التي قامت بتمويل مشروع ضخم لدراسة بحر الشيطان وبوجود 100 عالم ياباني خرجوا في سفينة مجهزة بأحدث تكنولوجيا الاتصالات والبحث والدراسة، ولكن السفينة اختفت أيضا دون أثر، فتوقفت الأبحاث عن تلك المنطقة واعتبرت الحكومة اليابانية منطقة بحر الشيطان من المناطق الخطرة جدا، بل وذكرت ذلك في خرائطها الرسمية للبلاد كما اعترفت الولايات المتحدة الأمريكية بالخطر المحيط بتلك المنطقة وأصبح الاعتراف ببحر الشيطان كمنطقة خطرة أمرا رسميا في دول العالم، لتبتعد عنه خطوط الملاحة ويظل الموضوع لغزا لم يكشف سره حتى الآن.
لقد وضع العلماء عشرات التفسيرات المختلفة والتي تقارب تفسيرات حوادث الاختفاء في مثلث برمودا إلا أنها تبقى مجرد نظريات لم يعرف أيها الأصح.